# Я ночной хулиган
«Я ночной хулиган» — дебютный альбом российского певца Димы Билана, выпущенный в 2003 году. Альбом записан в стилях R&B и евро-поп.

## Список композиций
| №                   | Название                   | Автор(ы)                                         | Длительность |
| ------------------- | -------------------------- | ------------------------------------------------ | ------------ |
| 1.                  | «Я ночной хулиган»         | Денис Ковальский                                 | 3:11         |
| 2.                  | «Звёздочка моя ясная»      | музыка - Владимир Семёнов, слова - Ольга Фокина  | 3:41         |
| 3.                  | «Малыш»                    | Илья Зудин                                       | 3:32         |
| 4.                  | «Я так люблю тебя»         | Денис Ковальский                                 | 4:41         |
| 5.                  | «SMS»                      | музыка - Денис Ковальский, слова - Рашит Киямов  | 3:13         |
| 6.                  | «Girlfriend»               | Дмитрий Белоносов                                | 4:08         |
| 7.                  | «Я ошибся, я попал»        | музыка - Виктор Гуревич, слова - Лара Д'Элиа     | 3:24         |
| 8.                  | «Июньский дождь»           | музыка - Игорь Крутой, слова - Александр Шаганов | 3:47         |
| 9.                  | «Дорогая»                  | музыка - Сергей Низовцев, слова - Лара Д'Элиа    | 3:38         |
| 10.                 | «Бум»                      | Денис Ковальский                                 | 3:55         |
| 11.                 | «Полная луна»              | Дима Билан                                       | 3:33         |
| 12.                 | «Ты была всегда такой»     | музыка - Виктор Гуревич, слова - Ольга Куланина  | 3:07         |
| 13.                 | «Капелька крови»           | Лара Д'Элиа                                      | 3:42         |
| 14.                 | «Я жду тебя»               | Илья Брылин                                      | 3:41         |
| 15.                 | «Ты, только ты»            | музыка - Олег Каледин, слова - Александр Шаганов | 3:33         |
| 16.                 | «Я так люблю тебя (remix)» | Денис Ковальский                                 | 4:30         |
| Общая длительность: | Общая длительность:        | Общая длительность:                              | 59:16        |

## Переиздание
В 2004 году вышло переиздание альбома включающие 20 песен, 15 с оригинального альбома + 4 новых трека:
1. Бессердечная
2. В последний раз
3. Остановите музыку
4. Тёмная ночь

Запись и сведение: Павел Воротников (1-3,6-9,11-14,16-19),
Дмитрий Лыков (4, 5, 10, 15); студия «Star Productions»
Мастеринг: Юрий Богданов, «Magic Mastering Studio»

## Продажи и сертификации
| Регион | Сертификация | Продажи |
| --- | ------------ | ------- |
| Россия (NFPF) | Золотой      | 25 000* |
| * Данные о продажах приведены только на основе сертификации. ^ Данные о тиражах приведены только на основе сертификации. |              |         |